# Sződ–Rákos-patak

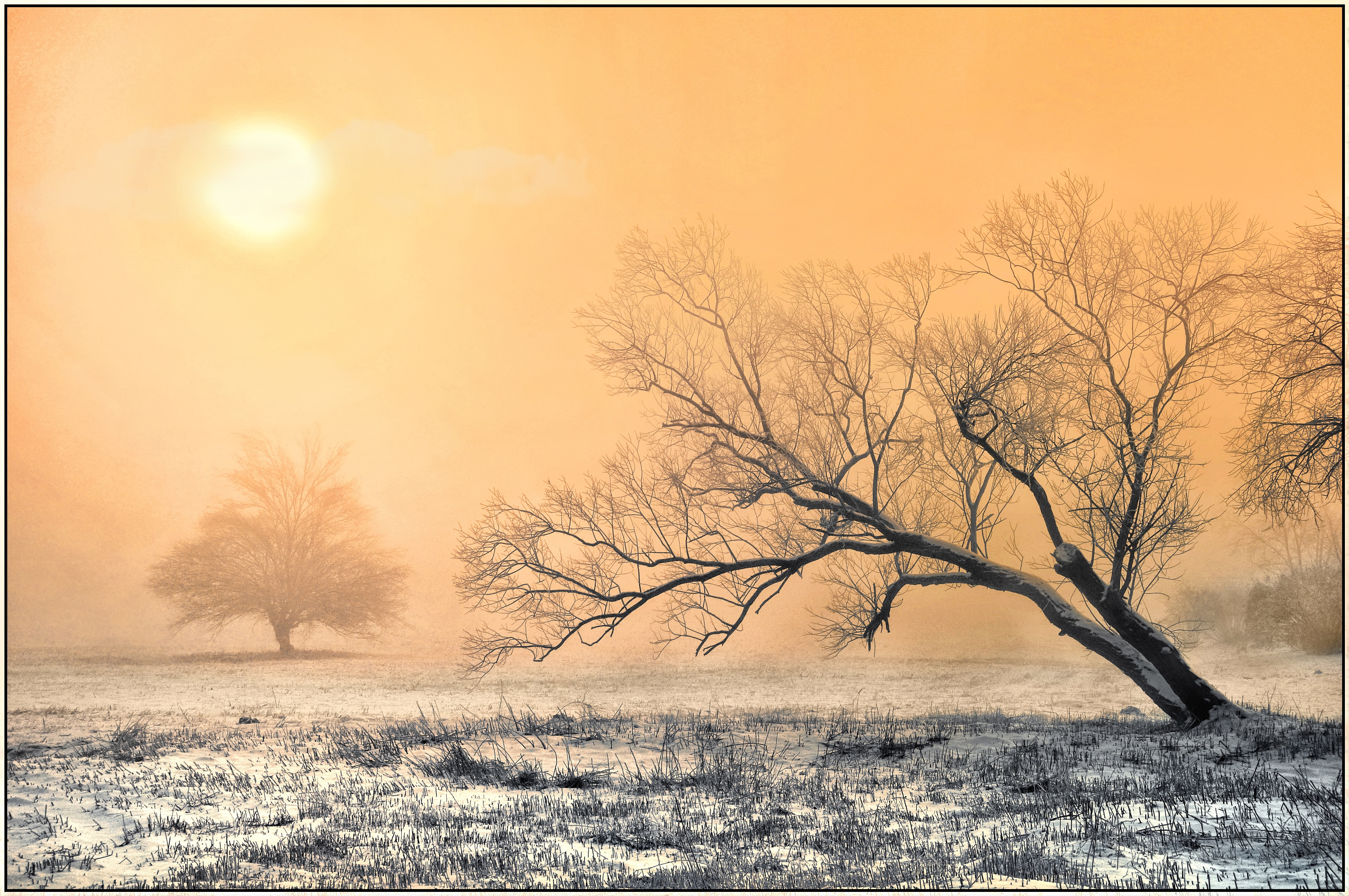
A patak partja télen szintén Sződligetnél

A Sződ–Rákos-patak (a térképeken gyakran Sződrákosi-patak) a Gödöllői-dombságban ered Mogyoród és Gödöllő között, a 275 méter magas Őr-hegy oldalában található Püspök-forrásból. Ettől kezdve északi, majd északnyugati irányban halad, érinti Szadát, Veresegyházat, Őrbottyánt és Vácrátótot, végül Sződliget és Felsőgöd között, a Vác–Pesti-Duna-völgy kistáj területén éri el a Dunát. Hossza 24 km, vízgyűjtő területe 132 km². A Sződligeten kihelyezett vízmérce adatai alapján közepes vízhozama a torkolat körül 0,31 m³/s, ezzel a Duna-völgyi párhuzamos patakvölgyek közül a Gombás- és a Szilas-pataknál is bővízűbb. A patakba a Folyás-patak Veresegyháznál, a Hartyáni-patak Sződnél torkollik bele. 
A veresegyházi Öreg-tavat (Malom-tavat) már a középkorban a patak felduzzasztásával hozták létre, és egy 1430-as forrás szerint mesterséges halastóként hasznosították. Ugyancsak a patak vizének felhasználásával hozták létre Vácrátóton 1871 után azt a tórendszert, amely ma a botanikus kert része.

## Part menti települések
- Gödöllő
- Szada
- Veresegyház
- Őrbottyán
- Vácrátót
- Sződ
- Sződliget